# Juarez (canción)
«Juarez» es una canción de rock del músico estadounidense Gerard Way. Es la séptima pista de su primer álbum de estudio, Hesitant alien, publicado en 2014.

## Contenido lírico y musical
En una entrevista con el sitio web Sopitas, Gerard Way explicó que la canción debe su origen a que grabaron Hesitant alien muy cerca de la Ciudad Juárez (México), específicamente en los estudios Sonic Ranch de Tornillo (El Paso, Texas), y a que siempre estuvo muy al tanto de su presencia y de «su energía justo al lado de nosotros» al hacer el disco. Además, comentó:

Cuando pensé acerca de la letra de la canción que había escrito, sentí que se trataba de alguien que quería escapar a través de la música; y pensé en jóvenes viviendo en un lugar del que quizás quisieran escapar, y una de esas maneras de escapar es tomar un instrumento y hacer música, hacer sonidos con él, ya sea solo para ti mismo o para otras personas. Simplemente pensé en cualquier lugar del que alguien joven quizás querría escapar por medio de un instrumento musical.
Gerard Way

La revista Billboard, a propósito de Hesitant alien, nota que «el oído de Way para las melodías implica una abundancia de enormes ganchos, desde el ímpetu post-hardcore de “Juarez” a “Get the gang together”, que toma prestada su sofisticación directamente del líder de Pulp».